# Suzan
Suzan é uma comuna francesa na região administrativa de Occitânia, no departamento de Ariège. Estende-se por uma área de 3,05 km². Em 2010 a comuna tinha 16 habitantes (densidade: 5,2 hab./km²).